# Сероводород
Сероводоро́д (серни́стый водоро́д, сульфи́д водоро́да, дигидросульфи́д; формула — H2S) — химическое вещество, представляющее собой бинарное неорганическое соединение, молекула которого состоит из двух атомов водорода и одного атома серы. Сильно ядовит, обладает кислотными свойствами, коррозионно активен, разрушает сталь и другие сплавы. 
При нормальных условиях, сероводород представляет собой бесцветный газ со сладковатым вкусом, обеспечивающим характерный неприятный тяжёлый запах тухлых яиц (тухлого мяса), мусора и коммунальных сточных вод. Плохо растворим в воде, хорошо — в этаноле. В больших концентрациях ядовит. Огнеопасен. Концентрационные пределы воспламенения в смеси с воздухом составляют 4,5 — 45 % сероводорода. 
Используется в химической промышленности для синтеза некоторых соединений, получения элементарной серы, серной кислоты, сульфидов. Содержится в природном газе, нефти.  
Сероводород также используют в лечебных целях, например в сероводородных ваннах.

## Нахождение в природе
В природе встречается редко в составе попутных нефтяных газов, природного газа, вулканических газах, в растворённом виде в природных водах (например, в Чёрном море слои воды, расположенные глубже 150—200 м, содержат растворённый сероводород). Образуется при гниении белков, которые содержат в составе серосодержащие аминокислоты метионин и/или цистеин. Небольшое количество сероводорода содержится в кишечных газах человека и животных.

## Физические свойства
Термически устойчив (при температурах больше 400 °C разлагается на простые вещества — серу и водород). Молекула сероводорода имеет изогнутую форму, поэтому она полярна (μ = 0,102 Д). В отличие от воды, в сероводороде не образуются водородные связи, поэтому сероводород в обычных условиях не сжижается. Раствор сероводорода в воде — очень слабая сероводородная кислота.
Переходит в сверхпроводящее состояние при давлении порядка 100 ГПа (1 млн атмосфер). При этом температура сверхпроводящего перехода начинает резко возрастать при давлении выше 150 ГПа, и достигает 150 К (−120 °C) при давлении порядка 200 ГПа. Это привело к открытию стабильной фазы соединения серы и водорода, обладавшей на момент открытия рекордной температурой сверхпроводящего перехода 203 К (−70 °C) при давлении 150 ГПа. В этой фазе химическая формула вещества ближе к H3S.
- Зависимость критической температуры, при которой сероводород H2S и его изотополог D2S переходят в сверхпроводящее состояние, от давления[7]
- Зависимость от давления критической температуры, при которой в сверхпроводящее состояние переходят гидрид серы HxS и дейтерид серы DxS, находящиеся в оптимальной фазе[7]

## Химические свойства
Собственная ионизация жидкого сероводорода ничтожно мала.
В воде сероводород мало растворим, водный раствор H2S является очень слабой кислотой:
{\displaystyle {\mathsf {H_{2}S\rightarrow HS^{-}+H^{+}}}} Ka = 6,9⋅10−7 ; pKa = 6,89.
Водные растворы сероводорода медленно мутнеют из-за появления в них серы, ибо сероводород медленно окисляется кислородом воздуха.
Реагирует со щелочами:
{\displaystyle {\mathsf {H_{2}S+2NaOH\rightarrow Na_{2}S+2H_{2}O}}} (средняя соль, при избытке NaOH)
{\displaystyle {\mathsf {H_{2}S+NaOH\rightarrow NaHS+H_{2}O}}} (кислая соль, при отношении 1:1)
Сероводород — сильный восстановитель. Окислительно-восстановительные потенциалы:
{\displaystyle {\mathsf {S+2e^{-}\rightarrow S^{2-}(Eh=-0.444B)}}}
{\displaystyle {\mathsf {S+2H^{+}+2e^{-}\rightarrow H_{2}S(Eh=0.144B)}}}
В воздухе горит синим пламенем, образуя сернистый ангидрид:
{\displaystyle {\mathsf {2H_{2}S+3O_{2}\rightarrow 2H_{2}O+2SO_{2}\uparrow }}}
при недостатке кислорода:
{\displaystyle {\mathsf {2H_{2}S+O_{2}\rightarrow 2S+2H_{2}O}}} (на этой реакции основан промышленный способ получения серы).
Сероводород реагирует также со многими другими окислителями, при его окислении в растворах образуется свободная сера или ион SO42−, например:
{\displaystyle {\mathsf {3H_{2}S+4HClO_{3}\rightarrow 3H_{2}SO_{4}+4HCl\uparrow }}}
{\displaystyle {\mathsf {2H_{2}S+SO_{2}\rightarrow 2H_{2}O+3S}}}
{\displaystyle {\mathsf {H_{2}S+H_{2}O_{2}\rightarrow 2H_{2}O+S}}}
Качественной реакцией на сероводородную кислоту и её соли является их взаимодействие с солями свинца, при котором образуется чёрный осадок сульфида свинца, например:
{\displaystyle {\mathsf {H_{2}S+Pb(NO_{3})_{2}\rightarrow PbS{\downarrow }+2HNO_{3}}}}
При пропускании сероводорода через человеческую кровь она чернеет, поскольку гемоглобин разрушается и железо, входящее в его состав и придающее крови красный цвет, вступает в реакцию с сероводородом и образует чёрный сульфид железа.

### Сульфиды
Соли сероводородной кислоты называют сульфидами. В воде хорошо растворимы только сульфиды щелочных металлов, аммония. Сульфиды остальных металлов практически не растворимы в воде, они выпадают в осадок при введении в растворы солей металлов и растворимой соли сероводородной кислоты, например сульфида аммония (NH4)2S. Многие сульфиды ярко окрашены.
Для всех щелочных и щелочноземельных металлов известны также гидросульфиды M+HS и M2+(HS)2. Гидросульфиды Са2+ и Sr2+ очень нестойки. Являясь солями слабой кислоты, в водном растворе растворимые сульфиды подвергаются гидролизу. Гидролиз сульфидов, содержащих металлы в высоких степенях окисления, либо гидроксиды которых являются очень слабыми основаниями (например, Al2S3, Cr2S3 и др.), часто проходит необратимо с выпадением в осадок нерастворимого гидроксида.
Сульфиды применяются в технике, например полупроводники и люминофоры (сульфид кадмия, сульфид цинка), смазочные материалы (дисульфид молибдена) и др.
Многие природные сульфиды в виде минералов являются ценными рудами (пирит, халькопирит, киноварь, молибденит).
Пример окисления сульфида перекисью водорода:
{\displaystyle {\mathsf {PbS+4H_{2}O_{2}=PbSO_{4}+4H_{2}O}}}

## Получение
Соответствующую кислоту получают растворением сероводорода в воде.
- Взаимодействием разбавленных кислот с сульфидами:

{\displaystyle {\mathsf {FeS+2\ HCl\longrightarrow \ FeCl_{2}+\ H_{2}S\uparrow }}}
- Взаимодействие сульфида алюминия с водой (эта реакция отличается чистотой полученного сероводорода):

{\displaystyle {\mathsf {Al_{2}S_{3}+6\ H_{2}O\longrightarrow 2\ Al(OH)_{3}\downarrow +3\ H_{2}S\uparrow }}}
- Сплавлением парафина с серой.

## Соединения, генетически связанные с сероводородом
Является первым членом в ряде полисероводородов (сульфанов) — H2Sn (выделены полисероводороды с n=1÷8).

## Применение
Сероводород из-за своей токсичности находит ограниченное применение.
- В аналитической химии сероводород и сероводородная вода используются как реагенты для осаждения тяжёлых металлов, сульфиды которых очень слабо растворимы.
- В медицине — в составе природных и искусственных сероводородных ванн, а также в составе некоторых минеральных вод.
- Сероводород применяют для получения серной кислоты, элементной серы, неорганических сульфидов.
- Используют в органическом синтезе для получения тиофена и меркаптанов.
- В последние годы рассматривается возможность использования сероводорода, накопленного в глубинах Чёрного моря, в качестве энергетического (сероводородная энергетика) и химического сырья.

## Биологическая роль

### В норме
Эндогенный сероводород производится в небольших количествах клетками млекопитающих и выполняет ряд важных биологических функций, в том числе сигнальную. Это третий из открытых «газотрансмиттеров» (после окиси азота и угарного газа).
Эндогенный сероводород образуется в организме из цистеина при помощи ферментов цистатионин-β-синтетазы и цистатионин-γ-лиазы. Он является спазмолитиком (расслабляет гладкие мышцы) и вазодилататором, подобно окиси азота и угарному газу. Он также проявляет активность в ЦНС, где он повышает NMDA-опосредованную нейротрансмиссию и способствует долговременному запоминанию информации.
В дальнейшем сероводород окисляется до сульфит-иона в митохондриях при помощи фермента тиосульфат-редуктазы. Сульфит-ион в дальнейшем окисляется до тиосульфат-иона и затем в сульфат-ион ферментом сульфит-оксидазой. Сульфаты, как конечный продукт метаболизма, экскретируются с мочой.
Благодаря свойствам, сходным со свойствами окиси азота (но без её способности образовывать пероксиды, реагируя с супероксидом), эндогенный сероводород считается сейчас одним из важных факторов, защищающих организм от сердечно-сосудистых заболеваний. Известные кардиопротективные свойства чеснока связаны с катаболизмом полисульфидных групп аллицина в сероводород, причём эта реакция катализируется восстановительными свойствами глютатиона.
Хотя и оксид азота(II) NO, и сероводород способны расслаблять мышцы и вызывать вазодилатацию, их механизмы действия, судя по всему, различны. В то время как оксид азота активирует фермент гуанилатциклазу, сероводород активирует АТФ-чувствительные калиевые каналы в гладкомышечных клетках. Исследователям до настоящего времени неясно, как распределяются физиологические роли в регулировании тонуса сосудов между окисью азота, угарным газом и сероводородом. Однако существуют некоторые данные, позволяющие предположить, что окись азота в физиологических условиях в основном расширяет крупные сосуды, в то время как сероводород ответствен за аналогичное расширение мелких кровеносных сосудов.
Последние исследования заставляют предполагать значительное внутриклеточное кросс-общение между сигнальными путями оксида азота(II) и сигнальными путями сероводорода, демонстрирующие, что вазодилатирующие, спазмолитические, противовоспалительные и цитопротективные свойства этих газов взаимозависимы и взаимодополняющи. Кроме того, показано, что сероводород способен реагировать с внутриклеточными S-нитрозотиолами, в результате чего образуется наименьший возможный S-нитрозотиол — HSNO. Это заставляет предполагать, что сероводород играет роль в контроле за уровнем внутриклеточного содержания S-нитрозотиолов.
Подобно окиси азота, сероводород играет роль в расширении сосудов полового члена, необходимом для осуществления эрекции, что создаёт новые возможности для терапии эректильной дисфункции при помощи тех или иных средств, повышающих продукцию эндогенного сероводорода.

### При патологических состояниях
При инфаркте миокарда обнаруживается выраженный дефицит эндогенного сероводорода, что может иметь неблагоприятные последствия для сосудов. Инфаркт миокарда приводит к некрозу сердечной мышцы в зоне инфаркта через два различных механизма: один — это повышенный оксидативный стресс и повышенное образование свободных радикалов, и другой — это сниженная биодоступность эндогенных вазодилататоров и «защитников» тканей от свободнорадикального повреждения — окиси азота и сероводорода. Повышенное образование свободных радикалов происходит вследствие повышенного несвязанного электронного транспорта в активном сайте фермента эндотелиальной синтазы оксида азота — фермента, ответственного за превращение L-аргинина в окись азота. Во время инфаркта, окислительная деградация тетрагидробиоптерина, кофактора в процессе производства окиси азота, ограничивает доступность тетрагидробиоптерина и соответственно ограничивает способность синтазы оксида азота к производству NO. В результате синтаза оксида азота реагирует с кислородом, другим косубстратом, необходимым для производства окиси азота. Результатом этого является образование супероксидов, повышенное образование свободных радикалов и внутриклеточный оксидативный стресс. Дефицит сероводорода ещё более ухудшает эту ситуацию, нарушая активность синтазы оксида азота за счёт ограничения активности Akt и угнетения фосфорилирования Akt синтазы оксида азота в сайте eNOSS1177, необходимом для её активации. Вместо этого при дефиците сероводорода активность Akt изменяется таким образом, что Akt фосфорилирует ингибирующий сайт синтазы оксида азота — eNOST495 — что приводит к ещё большему угнетению биосинтеза окиси азота.
«Сероводородная терапия» использует донор или прекурсор сероводорода, такой как диаллил-трисульфид, для того, чтобы повысить содержание сероводорода в крови и тканях пациента с инфарктом миокарда. Доноры или прекурсоры сероводорода уменьшают повреждение миокарда после ишемии и реперфузии и риск осложнений инфаркта миокарда. Повышенные уровни сероводорода в тканях и крови реагируют с кислородом, содержащимся в крови и тканях, в результате чего образуется сульфан-сера, промежуточный продукт, в составе которого сероводород «запасается», хранится и транспортируется в клетки. Пулы сероводорода в тканях реагируют с кислородом, повышение содержания сероводорода в тканях активирует синтазу оксида азота и тем самым повышает продукцию окиси азота. Вследствие повышения использования кислорода для производства окиси азота, меньше кислорода остаётся для реагирования с эндотелиальной синтазой оксида азота и производства супероксидов, повышенного при инфаркте, что в итоге приводит к уменьшению образования свободных радикалов. Кроме того, меньшее образование свободных радикалов понижает оксидативный стресс в гладкомышечных клетках сосудов, понижая тем самым окислительную деградацию тетрагидробиоптерина. Повышение доступности кофактора синтазы оксида азота — тетрагидробиоптерина — также способствует увеличению продукции окиси азота в организме. Кроме того, более высокие концентрации сероводорода непосредственно повышают активность синтазы оксида азота через активацию Akt, что приводит к повышению фосфорилирования активирующего сайта eNOSS1177 и снижению фосфорилирования ингибирующего сайта eNOST495. Это фосфорилирование приводит к повышению каталитической активности синтазы оксида азота, что приводит к более эффективному и более быстрому превращению L-аргинина в окись азота и повышению концентрации окиси азота. Повышение концентрации окиси азота повышает активность растворимой гуанилатциклазы, что, в свою очередь, приводит к повышению образования циклического гуанозинмонофосфата цГМФ из ГТФ. Повышение уровня циклического ГМФ приводит к повышению активности протеинкиназы G (PKG). А протеинкиназа G приводит к снижению уровня внутриклеточного кальция в гладких мышцах стенок сосудов, что приводит к их расслаблению и усилению кровотока в сосудах. Кроме того, протеинкиназа G также ограничивает пролиферацию гладкомышечных клеток стенок сосудов, уменьшая тем самым утолщение интимы сосудов. В конечном итоге «сероводородная терапия» приводит к уменьшению размеров зоны инфаркта.
При болезни Альцгеймера уровень сероводорода в мозгу резко понижен. В модели на крысах болезни Паркинсона концентрация сероводорода в мозгу крыс также оказалась пониженной, причём введение крысам доноров или прекурсоров сероводорода улучшало состояние животных вплоть до полного исчезновения симптомов. При трисомии 21 (синдроме Дауна) организм, напротив, вырабатывает избыточное количество сероводорода. Эндогенный сероводород также вовлечён в патогенез сахарного диабета 1-го типа. Бета-клетки поджелудочной железы больных сахарным диабетом 1-го типа вырабатывают чрезмерно повышенные количества сероводорода, что приводит к гибели этих клеток и к понижению секреции инсулина соседними, пока ещё живыми, клетками.

### Использование для гибернации и анабиоза
В 2005 году было показано, что мышь можно погрузить в состояние почти анабиоза: искусственной гипотермии, подвергнув её воздействию низких концентраций сероводорода (81 ppm) во вдыхаемом воздухе. Дыхание животных замедлилось со 120 до 10 дыхательных движений в минуту, а их температура тела упала с 37 градусов Цельсия до уровня, всего на 2 градуса Цельсия превышающего температуру окружающей среды (то есть эффект был таков, как будто теплокровное животное внезапно стало холоднокровным). Мыши пережили эту процедуру в течение 6 часов, причём после этого у них не наблюдалось никаких негативных последствий для здоровья, нарушений поведения или каких-либо повреждений внутренних органов. В 2006 году было показано, что артериальное давление у мыши, подвергнутой подобным образом воздействию сероводорода, существенно не снижается.
Сходный процесс, известный как гибернация или «зимняя спячка», наблюдается в природе у многих видов млекопитающих, а также у жаб, но не у мыши (хотя мышь может впадать в ступор при долгом отсутствии еды). Было показано, что во время «зимней спячки» продукция эндогенного сероводорода у тех животных, которые впадают в зимнюю спячку, значительно повышается. Теоретически, если бы удалось заставить вызываемую сероводородом гибернацию столь же эффективно работать у людей, это могло бы быть очень полезным в клинической практике для спасения жизни тяжело травмированных или перенёсших тяжёлую гипоксию, инфаркты, инсульты больных, а также для консервации донорских органов. В 2008 году было показано, что гипотермия, вызванная сероводородом в течение 48 часов, у крыс способна уменьшать степень повреждения головного мозга, вызываемого экспериментальным инсультом или травмой мозга.
Сероводород связывается с цитохромоксидазой C и тем самым предотвращает связывание с нею кислорода, что приводит к резкому замедлению метаболизма, но в больших количествах «парализует» клеточное дыхание и приводит к «удушью» на уровне клетки — к клеточной гипоксии. И у человека, и у животных все клетки организма в норме производят некоторое количество сероводорода. Ряд исследователей предположили, что, помимо других физиологических ролей, сероводород также используется организмом для естественной саморегуляции скорости метаболизма (метаболической активности), температуры тела и потребления кислорода, что может объяснить вышеописанное наступление гибернации у мышей и крыс при повышенных концентрациях сероводорода, а также повышение его концентрации при физиологической спячке у животных.
Однако два последних исследования вызывают сомнения в том, что этого эффекта гибернации и индукции гипометаболизма при помощи сероводорода возможно достичь у более крупных животных. Так, исследование 2008 года не смогло воспроизвести этот же эффект на свиньях, что привело исследователей к заключению, что эффект, наблюдаемый у мышей, не наблюдается у более крупных животных. Аналогично другая статья отмечает, что эффекта индукции гипометаболизма и гибернации при помощи сероводорода, легко достижимого у мышей и крыс, не удаётся достичь у овец.
В феврале 2010 года учёный Марк Рот заявил на конференции, что вызванная сероводородом гипотермия у человека прошла I фазу клинических испытаний. Однако решение о проведении дальнейших клинических испытаний на больных с инфарктом было отозвано основанной им компанией Ikaria в августе 2011 года ещё до начала набора участников испытаний без объяснения причин со ссылкой на «решение компании».

## Токсикология
Чрезвычайно ядовит. Вдыхание воздуха с небольшим содержанием сероводорода вызывает головокружение, головную боль, тошноту, рвоту, а со значительной концентрацией приводит к коме, судорогам, отёку лёгких и летальному исходу. При высокой концентрации однократное вдыхание может вызвать мгновенную смерть. При вдыхании воздуха с небольшими концентрациями у человека довольно быстро возникает адаптация к неприятному запаху «тухлых яиц» и он перестаёт ощущаться. Во рту возникает сладковатый металлический привкус.
При вдыхании воздуха с большой концентрацией из-за паралича обонятельного нерва запах сероводорода почти сразу перестаёт ощущаться.
Порог запаха сероводорода (концентрации, при которых начинает ощущаться запах) по данным Всемирной Организации Здравоохранения («Рекомендации по качеству воздуха для Европы») составляет 0,007 мг/м³.
В Российской Федерации предельно-допустимая максимально разовая концентрация сероводорода в атмосферном воздухе (ПДКм.р.) установлена на уровне порога запаха и составляет 0,008 мг/м³.
Концентрации сероводорода в воздухе, при которых начинаются обратимые реакции у чувствительных групп населения, значительно выше порога запаха.
В рекомендациях Всемирной организации здравоохранения по качеству атмосферного воздуха для Европы рекомендуемое значение, при котором могут возникнуть первые обратимые от воздействия сероводорода (раздражение глаз), составляет 0,15 мг/м³ — в 18,75 раз больше, чем порог запаха. Согласно отдельному докладу ВОЗ, посвященному исследованиям воздействия сероводорода на здоровье населения, обратимая реакция у чувствительных групп населения (астматиков и аллергиков) начинается с концентрации 2,8 мг/м³, что в 350 раз выше порога запаха.